# Ворарефілія

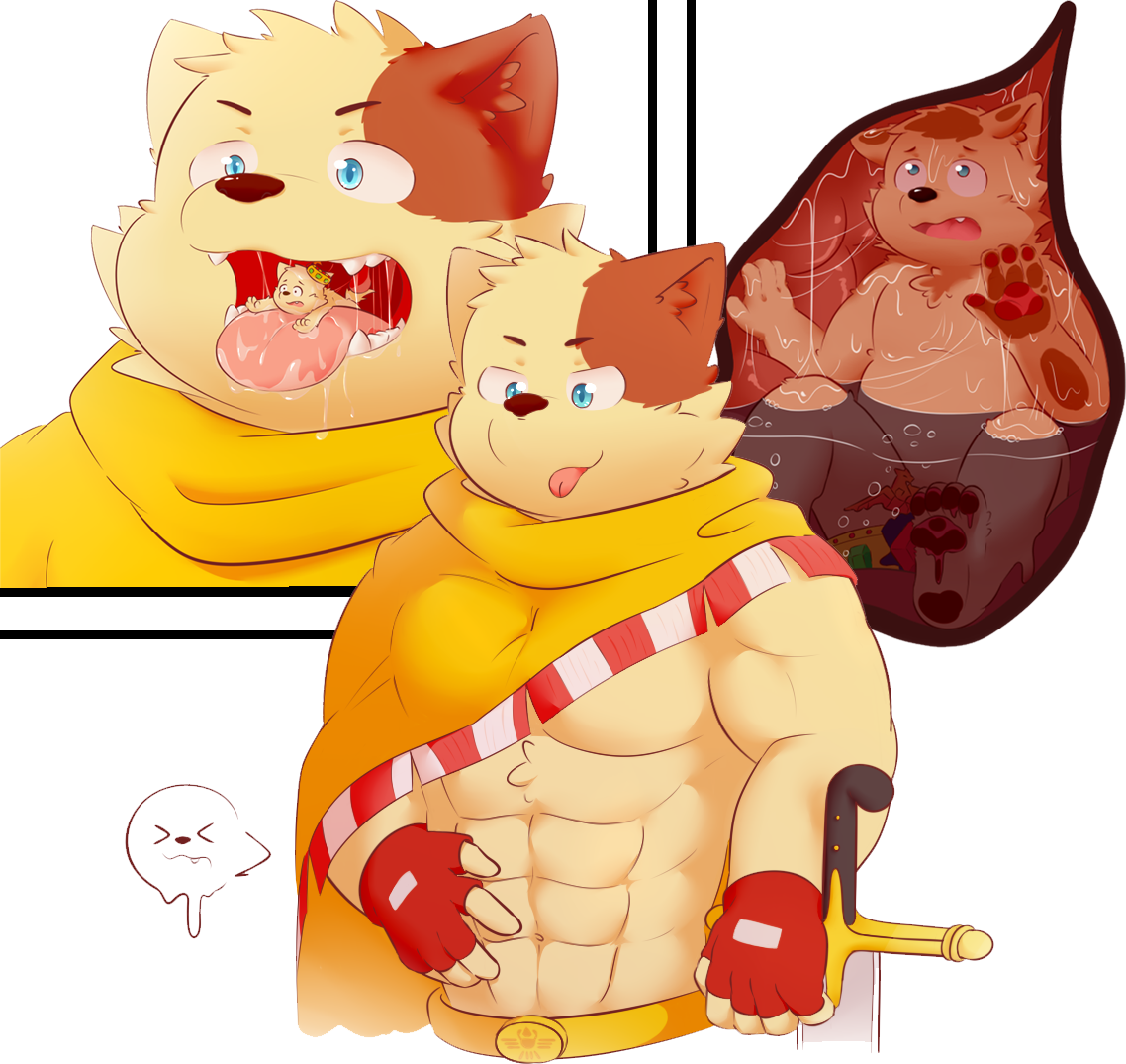
Мінікомікс: один персонаж проковтує іншого

Ворарефілія (лат. vorare («ковтати», «пожирати») і давньогр. φιλία (philía, «любов»), часто скорочено до vore) — парафілія, що характеризується еротизацією процесу проковтування себе чи іншої істоти; в ширшому значенні — еротизація процесу харчування взагалі. Фантазії про проковтування відокремлюються від сексуального канібалізму.

## Характеристики
Зазвичай ворарефільні фантазії включають споживача (іноді його називають хижаком), який певним чином поглинає одну або кілька дрібних, порівняно з ним жертв (здобич). Оскільки ворарефільні фантазії зазвичай неможливо втілити в реальність, вони часто виражаються в текстах, малюнках і відео, поширюваних в Інтернеті. Звичайно це фантазії про проковтування зміями, драконами, але можуть бути і глибоко індивідуальними.
У деяких випадках ворарефілія описується як різновид макрофілії та може поєднуватися з іншими парафіліями. Крім макрофілії, фантазії про поїдання часто містять теми БДСМ, мікрофілії, фетишизму вагітності, антропоморфних тварин і сексуального канібалізму.
Як правило, жертва проковтується цілком і потрапляє в шлунок хижака, де залишається чи перетравлюється. Потім жертва може бути виригнута назад або пройти травний тракт і звільнитися в процесі дефекації.
Менш поширений варіант полягає в зображенні подрібнення жертви зубами, детальному руйнуванні її тіла. Можливе потрапляння жертви в організм хижака через інші отвори тіла, зокрема анальний. Окремо виділяється зворотне народження — потрапляння жертви у вагіну й матку чи всередину пеніса. Часом описується проникнення всередину грудей через соски, в живіт через пупок.

## Психологічні підстави
Мотив пожирання, проковтування поширений у культурі (казки про Червону Шапочку, Гензеля та Гретель, біблійна оповідь про пророка Йону). Проте парафілія, що полягає в захопленні процесом пожирання, стала досліджуватися психологами тільки в 2000-ні. Секс часто порівнюється з процесом поїдання однієї істоти іншою. Фантазії про пожирання можуть трактуватися як прояв мазохістського бажання злитися з більш сильною особою чи уникнути самотності.